# گرانت براون
گرانت براون (انگلیسی: Grant Brown؛ زادهٔ ۱۹ نوامبر ۱۹۶۹) بازیکن فوتبال اهل بریتانیا است.
از باشگاه‌هایی که در آن بازی کرده‌است می‌توان به باشگاه فوتبال لینکولن سیتی، باشگاه فوتبال آلفرتون تاون، باشگاه فوتبال تلفورد یونایتد، باشگاه فوتبال وورکساپ تاون، باشگاه فوتبال گرنثم تاون، و باشگاه فوتبال لستر سیتی اشاره کرد.